# Перший кабінет міністрів Джонсона
Перший кабінет Джонсона розпочал работу 24 липня 2019 року, коли королева Єлизавета II запросила Бориса Джонсона сформувати новий уряд після відставки прем’єр-міністра Терези Мей .  Мей пішла у відставку з поста лідера Консервативної партії 7 червня 2019 року; Джонсон був обраний її наступником 23 липня 2019 року. Кабінет Джонсона бул сформован з 57-го парламенту Сполученого Королівства як уряд консервативної меншості. Вона втратила робочу більшість 3 вересня 2019 року, коли член парламенту від Торі доктор Філіп Лі перейшов до ліберал-демократів. На 12 грудня 2019 року було призначено вибори, які призвели до формування уряду консервативної більшості, другого міністерства Джонсона .

## Історія
24 травня 2019 року Тереза Мей оголосила, що подасть у відставку з посади лідера Консервативної партії, а отже, і прем’єр-міністра, після того, як тричі не змогла забезпечити проходження через Палату громад своєї Угоди про вихід і законопроекту про її імплементацію, який передбачав вихід Сполученого Королівства із Європейського Союзу. Її оголошення також відбулося після дуже поганих результатів Консервативної партії на виборах до Європейського парламенту у Великій Британії у 2019 році. Її відставка з поста лідера консерваторів набула чинності 7 червня 2019 року.
Колишній мер Лондона та міністр закордонних справ Борис Джонсон був обраний наступником Мей 23 липня 2019 року. Наступного дня королева Єлизавета II призначила його прем'єр-міністром. Джонсон успадкував уряд меншості, який підтримувався угодою про довіру з Демократичною юніоністською партією Північної Ірландії.
Джонсон призначив свій кабінет міністрів 24 липня 2019 року, описавши його як «Кабінет для сучасної Британії» , а The Guardian назвала його «етнічно різноманітною, але ідеологічно однорідною заявою про наміри».  Під час формування свого уряду Джонсон відправив у відставку 11 високопоставлених міністрів і прийняв відставку ще шістьох Це масове звільнення було наймасштабнішою реорганізацією кабінету міністрів без зміни правлячої партії в післявоєнній політичній історії Великої Британії, перевищивши сім міністрів, звільнених під час «Нічі довгих ножів» 1962 року  і було названо «Ніччю Білі ножі» The Sun. 
Серед інших призначень Джонсон призначив Домініка Рааба першим держсекретарем і міністром закордонних справ, а також призначив Саджида Джавіда та Пріті Патель міністром фінансів і міністром внутрішніх справ відповідно. Джонсон збільшив кількість міністрів, які відвідують кабінет міністрів, до 33, що на чотири більше, ніж у травневому кабінеті. Чверть призначених були жінки, пропорційно менше, ніж міністри у кабінеті Мей і Кемерон. Кабінет міністрів встановив новий рекорд щодо представництва етнічних меншин: чотири державні секретарі та два додаткові міністри походять з національних меншин; 17% членів Кабінету були представниками BAME, порівняно з 14% населення Великої Британії.  Майже дві третини призначених навчалися в платних школах, а майже половина навчалися в Оксфордському чи Кембриджському університетах.  Джонсон також створив нову посаду міністра, яку він обійме, — міністр у справах Союзу, виконуючи передвиборчу обіцянку, яку він дав під час виборів керівництва. 
Втрата більшості та відставки міністрів
Джонсон втратив робочу більшість 3 вересня 2019 року, коли доктор Філліп Лі приєднався до ліберал-демократів.   Пізніше, того ж дня, цей показник був ще більше зменшений, коли 21 депутата-консерватора позбавили наказу після голосування проти уряду, щоб дати парламенту можливість взяти під свій контроль документ і обговорити законопроект, розроблений для запобігання Brexit без угоди. 
5 вересня 2019 року брат Джонсона та член парламенту Джо Джонсон оголосив про свій намір залишити посаду міністра та парламенту, заявивши: «Останніми тижнями я розривався між відданістю сім’ї та національними інтересами — це нерозв’язана напруга та час для інші взяти на себе мою роль депутата та міністра».  7 вересня 2019 року Ембер Радд оголосила, що йде у відставку з посад державного секретаря з питань праці та пенсійного забезпечення та міністра у справах жінок і рівності, а також залишає Консервативну партію. 
Через глухий кут у парламенті через Brexit вибори були призначені на 12 грудня 2019 року на підставі ухвалення Закону про дострокові загальні парламентські вибори 2019 року 31 жовтня 2019 року. Консерватори отримали більшість, що призвело до формування другого міністерства Джонсона 16 грудня 2019 року.

## Кабінет

### Липень–грудень 2019 року
| Посада                                                                                           | Ім'я                                        | Строк                 |
| ------------------------------------------------------------------------------------------------ | ------------------------------------------- | --------------------- |
| Кабінет міністрів                                                                                |                                             |                       |
| Прем'єр-міністр Перший лорд скарбниці Міністр у справах державної служби Міністр у справах Союзу | Високоповажний Борис Джонсон                | 2019–2022             |
| Канцлер скарбниці Другий лорд казначейства                                                       | Високоповажний Саджид Джавід                | 2019–2020             |
| Перший міністр Міністр закордонних справ                                                         | Високоповажний Домінік Рааб                 | 2019–2021             |
| Міністр внутрішніх справ                                                                         | Високоповажна Пріті Пател                   | 2019–2022             |
| Канцлер герцогства Ланкастерського                                                               | Високоповажний Майкл Гоув                   | 2019–2021             |
| Міністр юстиції Лорд-Канцлер                                                                     | Високоповажний Роберт Бакленд               | 2019–2021             |
| Міністр із виходу з Європейського союзу                                                          | Високоповажний Стівен Барклі                | 2018–2020             |
| Міністр оборони                                                                                  | Високоповажний Бен Уоллес                   | 2019 –                |
| Міністр охорони здоров'я та соціального забезпечення                                             | Високоповажний Метью Генкок                 | 2018–2021             |
| Міністр у справах бізнесу, енергетики та промислового розвитку                                   | Високоповажна Андреа Ледсом                 | 2019–2020             |
| Міністр міжнародної торгівлі Президент Ради з торгівлі                                           | Високоповажна Ліз Трасс                     | 2019–2021             |
| Міністр у справах жінок та рівних можливостей                                                    | Високоповажна Ліз Трасс                     | Вересень 2019–2022    |
| Міністр у справах жінок та рівних можливостей                                                    | Високоповажна Ембер Радд                    | 2018–Вересень 2019    |
| Міністр праці та пенсій                                                                          | Високоповажна Ембер Радд                    | 2018–Вересень 2019    |
| Високоповажна Тереза Коффі                                                                       | Вересень 2019–Вересень 2022                 |                       |
| Міністр освіти                                                                                   | Високоповажний Гевін Вільямсон              | 2019–2021             |
| Міністр у справах навколишнього середовища, продовольства та сільського господарства             | Високоповажна Тереза Вільєрс                | 2019–2020             |
| Міністр житлово-комунального господарства та місцевого самоврядування                            | Високоповажний Роберт Дженрік               | 2019–2021             |
| Міністр транспорту                                                                               | Високоповажний Грант Шеппс                  | 2019–2022             |
| Міністр у справах Північної Ірландії                                                             | Високоповажний Джуліан Сміт                 | 2019–2020             |
| Міністр у справах Шотландії                                                                      | Високоповажний Алістер Джек                 | 2019–2022             |
| Міністр у справах Уельсу                                                                         | Високоповажний Алан Кернс                   | 2016–Листопад 2019    |
| Лідер Палати лордів Лорд-охоронець Малого друку                                                  | Високоповажна баронеса Еванс Боуес Паркська | 2016–2022             |
| Міністр з питань цифрових технологій, культури, засобів масової інформації та спорту             | Високоповажна Нікі Морган                   | 2019–2020             |
| Міністр міжнародного розвитку                                                                    | Високоповажний Алок Шарма                   | 2019–2020             |
| Міністр без портфеля голова Консервативної партії                                                | Джеймс Клеверлі                             | 2019–2020             |
| Також мають право брати участь у засіданнях Кабінету                                             |                                             |                       |
| Головний секретар Казначейства                                                                   | Високоповажний Ріші Сунак                   | 2019–2020             |
| Лорд-голова Ради лідер Палати громад                                                             | Високоповажний Джейкоб Ріс-Могг             | 2019–2022             |
| Головний парламентський організатор Парламентський секретар Казначейства                         | Високоповажний Марк Спенсер                 | 2019–2022             |
| Генеральний атторней Англії та Уельсу                                                            | Високоповажний Джеффрі Кокс                 | 2018–2020             |
| Державний міністр у справах підприємництва та енергетики                                         | Високоповажний Квазі Квартенг               | 2019–2021             |
| Генеральний скарбник Міністр канцелярії кабінету                                                 | Високоповажний Олівер Доуден                | 2019–2020             |
| Державний міністр з реалізації проекту «Північний енергоблок»                                    | Високоповажний Джейк Беррі                  | 2019–2020             |
| Державний міністр житлового будівництва                                                          | Високоповажна Естер Макві                   | 2019–2020             |
| Державний міністр у справах університетів                                                        | Високоповажний Джо Джонсон                  | Липень–Вересень 2019  |
| Державний міністр довкілля, продовольства, сільського господарства та міжнародного розвитку      | Високоповажний Зак Голдсмит                 | Вересень-Грудень 2019 |
| Державний міністр з питань безпеки                                                               | Високоповажний Брендон Льюїс                | 2019–2020             |

#### Зміни
- Джо Джонсон залишив уряд 5 вересня 2019 року і заявив, що піде у відставку з посади депутата. [15] Його місце в кабінеті зайняв Зак Голдсміт, якого 10 вересня 2019 року призначили державним міністром у Департаменті навколишнього середовища, продовольства та сільських справ і Міністерстві міжнародного розвитку [16] .
- Ембер Радд пішла у відставку з кабінету міністрів і з Консервативної партії 7 вересня 2019 року [12] . 8 вересня 2019 року її змінила на посаді державного секретаря з питань праці та пенсій Тереза Коффі, а 10 вересня 2019 року — на посаді міністра у справах жінок і рівноправності Ліз Трасс [17] [18]
- Алан Кернс пішов у відставку з посади міністра Уельсу 6 листопада 2019 року [19] .

## Дивіться також
- Другий кабінет міністрів Джонсона